# Ni Andromedae

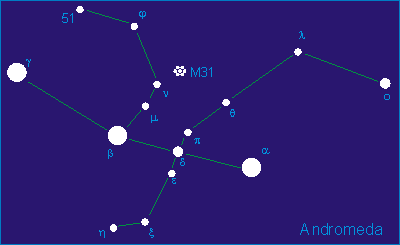
Imagen de las estrellas de la constelación de Andrómeda.

Ni Andromedae o Nu Andromedae (ν And / 35 Andromedae / HD 4727) es una estrella en la constelación de Andrómeda de magnitud aparente +4,53. Se encuentra a unos 680 años luz del sistema solar.
Ni Andromedae es una estrella binaria espectroscópica compuesta por una estrella azul de la secuencia principal de tipo espectral B5V y una blanco-amarilla de tipo F8. La componente principal es la estrella azul, con una temperatura superficial de 15.000 K, una luminosidad 1700 veces mayor que la luminosidad solar, y una masa de 5,8 masas solares. Su compañera, mucho más tenue, es una estrella similar al Sol o a ι Horologii, con una masa aproximada de 1,1 masas solares.
Las dos estrellas del sistema están muy próximas, con un período orbital de solo 4,28 días. Como cabría esperar, ambas estrellas tienen rotación síncrona, es decir, cada una de las estrellas muestra siempre la misma cara a la otra. Teniendo en cuenta sus respectivas masas, la separación entre ambas puede ser de unos 20 radios solares, y dado que la estrella principal tiene un radio 6 veces mayor que el del Sol, la separación entre ambas es de solo tres veces el radio de la estrella azul. Con una edad aproximada de 80 millones de años, esta última debe de estar agotando su hidrógeno interno, próxima a convertirse en una estrella gigante. Al expandirse, se encontrará con la enana amarilla, produciéndose transferencia de masa entre las dos componentes, sin que se pueda predecir la posterior evolución del sistema.